# Kun János
Kun János (Temesvár, 1912. szeptember 7. – Izrael, ?) jogász, közgazdász, gazdasági szakíró. Kun Endre öccse.

## Életútja
Szülővárosában tette le az érettségit (1929), jogi doktorátust Párizsban szerzett (1933). Pályáját gyakorló ügyvédként Temesvárt kezdte (1934–46), közben azonban 1940-től a zsidótörvények értelmében tilalom alatt állt s 1941–42-ben munkatáborban volt. 1946-tól főtisztviselő Bukarestben a Külkereskedelmi Minisztériumban, illetve annak intézményeiben. Két ízben a moszkvai Román Kereskedelmi Kirendeltség vezetője (1947–51 és 1954–58). A moszkvai Nemzetközi Kapcsolatok Főiskoláján közgazdasági doktorátust is szerzett.
Diákévei alatt a Temesvári Hírlap párizsi riportere, később a 6 Órai Újság munkatársa. Az Analele Româno-Sovietice hasábjain jelentek meg tanulmányai a Szovjetunió gazdaságáról (1950-51), gazdaságpolitikai cikkekkel jelentkezett A Hétben is. Kiemelkedő írásai a Korunkban: Külkereskedelmünk jelentősége (1965/7–8); A termelőerők területi elosztása (1966/11); Modern keresletkutatás (1967/4); Világkereskedelem és az új nemzetközi gazdasági rend (1978/4). Az Economia mondială: Orizont 2000 című kötetben (1980) a külkereskedelem jövőjéről szóló fejezet szerzője.
1984-től a Haifai Egyetemen folytatott kutatómunkát.